# Școala de la baraj
Școala de la baraj este un film românesc din 1976 regizat de Nicolae Cabel.